# Northamptonshire
Northamptonshire là một hạt của Anh. Northamptonshire, viết tắt Northants. hoặc N / hants) là một hạt trên đất liền tiếng Anh ở phía Đông Midlands, với dân số 629.676 người tại thời điểm điều tra dân số năm 2001. Nó có ranh giới với các hạt nghi lễ Warwickshire, phía tây, Leicestershire và Rutland ở phía bắc, Cambridgeshire về phía đông, Bedfordshire phía đông nam, Buckinghamshire ở phía nam, Oxfordshire ở phía nam-tây, và Lincolnshire ở phía bắc phía đông - ranh giới quận Anh ngắn nhất 19 mét (21 yd). Thủ phủ hạt là Northampton với các thành phố lớn khác là Kettering, Corby, Wellingborough và Daventry.
Hoa biểu tượng của Northamptonshire là hoa ngọc trâm.